# Тото Афрікан
Спортивний клуб Тото Афрікан або просто Тото Афрікан (англ. Toto African Sports Club) — професіональний танзанійський футбольний клуб з міста Мванза. Домашні поєдинки проводить на стадіоні «CCM Кірумба», який вміщує 35 000 глядачів.

## Історія
За підсумками сезону 2012/13 років команда вилетіла до Першого дивізіону чемпіонату Танзанії. Проте в сезоні 2015/16 років «Тото Афрікан» знову виступав у Прем'єр-лізі. Команда відсвяткувала своє повернення до еліти танзанійського футболу перемогою (1:0) над «Мвадуї» на стадіоні «CCM Кірумба». Автором єдиного голу в поєдинку став Міраджи Атгумані.